# Liste der Gouverneure von Manipur
Die folgende Tabelle listet die Gouverneure von Manipur mit jeweiliger Amtszeit auf. Manipur wurde am 15. Oktober 1949 Teil der Indischen Union und ab 1. November 1956 als Unionsterritorium zunächst unter Leitung eines Chief Commissioners und ab 1969 eines Vizegouverneurs (Lieutenant Governor) verwaltet. Mit der Neugestaltung des Nordosten Indiens nach dem Bangladeschkrieg wurde Manipur wie auch Meghalaya und Tripura am 21. Januar 1972 ein Bundesstaat. Bis 1981 war der Gouverneur von Assam dann auch für diese drei Staaten zuständig, danach gab es bis 1989 einen gemeinsamen Gouverneur für Manipur und Tripura.
| #  | Name                                      | Amtsantritt        | Ende der Amtszeit  |
| -- | ----------------------------------------- | ------------------ | ------------------ |
|    | Chief Commissioner                        |                    |                    |
| 1  | Rawal Amar Singh                          | 15. Oktober 1949   | 18. November 1949  |
| 2  | Himmat Singh K. Maheswari                 | 19. November 1949  | 6. April 1951      |
| 3  | Edward Penderel Moon (1905–1987)          | 7. April 1951      | 21. September 1952 |
| 4  | Rameshwar Prasad Bhargava                 | 22. September 1952 | 2. Januar 1955     |
| 5  | P. C. Mathew (1913–2011)                  | 3. Januar 1955     | 25. April 1958     |
| 6  | Jagat Mohan Nath Raina (1911–)            | 26. April 1958     | 22. November 1963  |
| 7  | Baleshwar Prasad (1914–1996)              | 23. November 1963  | 18. Dezember 1969  |
|    | Lieutenant Governor                       |                    |                    |
| 1  | Baleshwar Prasad (1914–1996)              | 19. Dezember 1969  | Januar 1970        |
| 2  | Dalip Rai Kohli (1919–2007)               | Januar 1970        | 20. Januar 1972    |
|    | Governor                                  |                    |                    |
| 1  | Braj Kumar Nehru (1909–2001)              | 21. Januar 1972    | 20. September 1973 |
| 2  | Lallan Prasad Singh (1912–1998)           | 21. September 1973 | 11. August 1981    |
| 3  | Sayed Muzaffar Hussain Burney (1923–2014) | 12. August 1981    | 11. Juni 1984      |
| 4  | K. V. Krishna Rao (1923–2016)             | 12. Juni 1984      | 7. Juli 1989       |
| 5  | Chintamani Panigrahi (1922–2000)          | 10. Juli 1989      | 19. März 1993      |
| 6  | K. V. Raghunatha Reddy (1924–2002)        | 20. März 1993      | 30. August 1993    |
| 7  | V. K. Nayar                               | 31. August 1993    | 22. Dezember 1994  |
| 8  | Oudh Narayan Shrivastava (* 1935)         | 23. Dezember 1994  | 1. Dezember 1999   |
| 9  | Ved Prakash Marwah (* 1932)               | 2. Dezember 1999   | 11. Juni 2003      |
| 10 | Arvind Dave (* 1940)                      | 12. Juni 2003      | 5. August 2004     |
| 11 | Shivinder Singh Sidhu (1929–2018)         | 6. August 2004     | 22. Juli 2008      |
| 12 | Gurbachan Jagat (* 1942)                  | 23. Juli 2008      | 28. Juli 2013      |
| 13 | Ashwani Kumar (1950–2020)                 | 29. Juli 2013      | 30. Dezember 2013  |
| 14 | Vinod Kumar Duggal (* 1944)               | 31. Dezember 2013  | 28. August 2014    |
| 15 | Krishan Kant Paul (* 1948)                | 16. September 2014 | 16. Mai 2015       |
| 16 | Syed Ahmed (1945–2015)                    | 16. Mai 2015       | 27. September 2015 |
| 17 | V. Shanmuganathan                         | 30. September 2016 | 17. August 2016    |
| 18 | Najma Heptulla (* 1940)                   | 17. August 2016    | 1. May 2018        |
| 19 | Jagdish Mukhi (* 1942)                    | 2. May 2018        | 30. May 2018       |
| 20 | Najma Heptulla (* 1940)                   | 31. May 2018       | 26. Juni 2019      |
| 21 | Padmanabha Acharya (1931–2023)            | 26. Juni 2019      | 23. Juli 2019      |
| 22 | Najma Heptulla (* 1940)                   | 24. Juli 2019      | 12. August 2021    |
| 23 | Ganga Prasad Chaurasia (* 1939)           | 12. August 2021    | 27. August 2021    |
| 24 | La. Ganesan Iyer (* 1945)                 | 27. August 2021    | 22. Februar 2023   |
| 25 | Anusuiya Uikey (* 1957)                   | 22. Februar 2023   | 31. Juli 2024      |
| 26 | Lakshman Prasad Acharya (* 1954)          | 31. Juli 2024      | 3. Januar 2025     |
| 27 | Ajay Kumar Bhalla (* 1960)                | 3. Januar 2025     |                    |